# Warren Franklin Hatheway
Warren Franklin Hatheway (16 de septiembre de 1850 – 29 de octubre de 1923) fue un hombre de negocios, autor y figura política en Nuevo Brunswick. Representó la Ciudad de St. John en la Asamblea Legislativa de Nuevo Brunswick de 1908 a 1912 como miembro del Partido Progresista Conservador de Nuevo Brunswick.
Nació en St. John, Nuevo Brunswick, es hijo de Thomas Gilbert Hatheway y Harriet E. Bates. Después de la muerte de su padre, se vio forzado a encontrar trabajo como empleado de la Union Line Steamer Company. Hatheway acabaría siendo contador para una firma perteneciente a William Wallace Turnbull. También escribió para periódicos locales. En 1878, con un socio, fundó su propia tienda de comestibles. En 1880, se casó con Elizabeth Elsom Green. En 1883, con Ella Bertha Marven. Por 1887, se manejó en los negocios por su cuenta. Se postuló sin éxito para un lugar en la asamblea provincial en 1903. 
Hatheway Murió de un paro cardiaco en St. John a los 73 años.
Su abuelo Calvin Luther Hatheway, también un autor, escribió sobre historia de Nuevo Brunswick. Su primo George Luther Hatheway ha servido como primer ministro de la provincia.